# Vacansoleil–DCM
A Vacansoleil–DCM (UCI csapatkód: VCD) egy holland profi kerékpárcsapat. Jelenleg ProTour besorolással rendelkezik.

## Keret (2013)
2013. január 1-jei állapot:
|     | Név                 | Születésnap                    |
| --- | ------------------- | ------------------------------ |
| BEL | Kris Boeckmans      | 1987. február 13. (38 éves)    |
| SLO | Grega Bole          | 1985. augusztus 13. (39 éves)  |
| BEL | Thomas De Gendt     | 1986. november 6. (38 éves)    |
| FRA | Romain Feillu       | 1984. április 16. (40 éves)    |
| ESP | Juan Antonio Flecha | 1977. szeptember 17. (47 éves) |
| NED | Johnny Hoogerland   | 1983. május 13. (41 éves)      |
| NED | Martijn Keizer      | 1988. március 25. (36 éves)    |
| NED | Wesley Kreder       | 1990. november 4. (34 éves)    |
| UZB | Szergej Lagutyin    | 1981. január 14. (44 éves)     |
| NED | Maurits Lammertink  | 1990. augusztus 31. (34 éves)  |
| BEL | Björn Leukemans     | 1977. július 1. (47 éves)      |
| NED | Pim Ligthart        | 1988. június 16. (36 éves)     |
| NED | Bert-Jan Lindeman   | 1989. június 16. (35 éves)     |
| ITA | Marco Marcato       | 1984. február 11. (41 éves)    |
| POL | Tomasz Marczyński   | 1984. március 6. (41 éves)     |

|     | Név                | Születésnap                    |
| --- | ------------------ | ------------------------------ |
| NED | Barry Markus       | 1991. július 17. (33 éves)     |
| NED | Wouter Mol         | 1982. április 17. (42 éves)    |
| RUS | Nikita Novikov     | 1989. november 10. (35 éves)   |
| NED | Wout Poels         | 1987. október 1. (37 éves)     |
| NED | Rob Ruijgh         | 1986. november 12. (38 éves)   |
| VEN | José Rujano        | 1982. február 18. (43 éves)    |
| ITA | Mirko Selvaggi     | 1985. február 11. (40 éves)    |
| ESP | Rafael Valls       | 1987. június 25. (37 éves)     |
| NED | Kenny van Hummel   | 1982. szeptember 30. (42 éves) |
| NED | Boy van Poppel     | 1988. január 18. (37 éves)     |
| NED | Danny van Poppel   | 1993. július 26. (31 éves)     |
| BEL | Frederik Veuchelen | 1978. szeptember 4. (46 éves)  |
| BEL | Willem Wauters     | 1989. november 10. (35 éves)   |
| NED | Lieuwe Westra      | 1982. szeptember 11. (42 éves) |